# 美しい日本の歴史的風土100選
美しい日本の歴史的風土100選（うつくしいにほんのれきしてきふうど100せん）は、古都における歴史的風土の保存に関する特別措置法（通称：古都保存法）の施行40周年を記念して、2007年1月に、財団法人古都保存財団等からなる「美しい日本の歴史的風土100選実行委員会」によって選定され、「美しい日本の歴史的風土100選（特別枠）」「美しい日本の歴史的風土100選（特別枠を除く）」「美しい日本の歴史的風土準100選」の3種類からなっている。

## 趣旨等

### 目的
古都保存法は、かつて政治・文化の中心等として歴史上重要な地位を有した京都市、奈良市、鎌倉市など10都市を対象に、歴史的意義を有する建造物・遺跡等が自然的環境と一体となって古都における独自の風情を醸し出している地域を「歴史的風土」と定義した上、さまざまな保存施策を講じている。しかしながら、これら指定された古都以外の、歴史的・文化的資産が自然的環境と一体となり、美しい「歴史的風土」を形成している他地域についても、日本の自然・歴史や伝統の積み重ねに裏打ちされた美しい国土の源であり、国民共有の文化的資産として保存・継承する必要がある。このため、次世代に継承すべき美しい日本の歴史的風土が、良好に保存されている全国の魅力ある地域について、広く国の内外に伝えるとともに、歴史的風土の保存と継承、観光立国、風格ある美しい活力に満ちた地域社会の実現等に資することを目的として選定されている。

### 選定基準
1. 「歴史的意義」 - 歴史的意義を有する歴史的・文化的資産を有する地域であること。
2. 「一体性」 - 歴史的・文化的資産が周囲の自然環境と一体となって、美しい風情を醸し出している地域でありこと。
3. 「集積・広がり」 - 歴史的・文化的資産が複数集積し、一定の広がりを有する地域であること。
4. 「保全活動」 - 地元住民等による良好な保全・管理がなされていること。
5. 「永続性」 - 歴史的風土を将来にわたり保全するための法令・条例等に基づく適切な保全策が講じられ、または講じられる見込みであること。